# Districten van Tsjechië

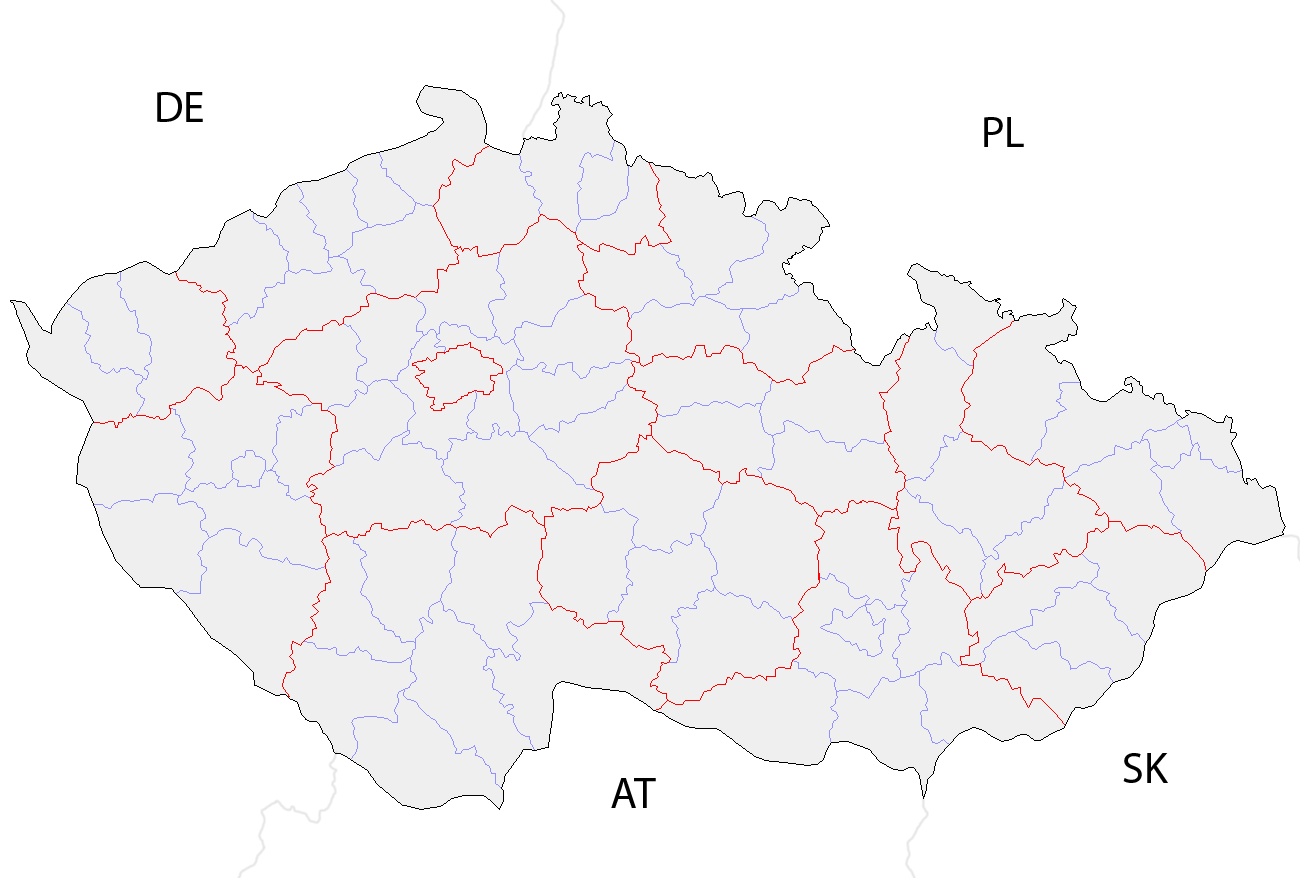
Districten (okresy) van Tsjechië

Tsjechië bestaat uit 76 districten (okresy). Tot 2003 hadden de districten een districtskantoor (okresní úřad), de taken die door de districten werden uitgevoerd zijn sindsdien enerzijds overgenomen door de regio's (kraje) en de gemeenten (obce)  anderzijds. Sinds 2003 worden de districten voornamelijk nog gebruikt als gebiedsindeling. Zo worden de districten bijvoorbeeld gebruikt op Europees niveau als LAU 1-eenheden voor statistische doeleinden. Bij drie districten, Brno-město (Brno-stad), Ostrava-město (Ostrava-stad) en Plzeň-město (Pilsen-stad), vielen (tot 2003) de stadsgrenzen samen met de districtsgrenzen en werden de taken van het district uitgevoerd door het stadsbestuur (magistrát). De stad Praag heeft een status aparte.

## Overzicht vanokresyingedeeld naarkraj
Bij de kraj (regio's) staat tussen haakjes de Tsjechische naam.

### Praag(Hlavní město Praha)
De stad Praag heeft als hoofdstad van Tsjechië een apart statuut, de stad Praag heeft daarom gelijktijdig de functie van kraj (regio), district (okres) en gemeente (obec). Praag wordt aan alle kanten omsloten door districten uit de regio Midden-Bohemen.

### Karlsbad(Karlovarský kraj)
- Okres Cheb
- Okres Karlovy Vary (Karlsbad)
- Okres Sokolov

### Ústí nad Labem(Ustecký kraj)
- Okres Děčín
- Okres Chomutov
- Okres Litoměřice
- Okres Louny
- Okres Most
- Okres Teplice
- Okres Ústí nad Labem

### Liberec(Liberecký kraj)
- Okres Česká Lípa
- Okres Jablonec nad Nisou
- Okres Liberec
- Okres Semily

### Hradec Králové(Kralovéhradecký kraj)
- Okres Hradec Králové
- Okres Jičín
- Okres Náchod
- Okres Rychnov nad Kněžnou
- Okres Trutnov

### Pardubice(Pardubický kraj)
- Okres Chrudim
- Okres Pardubice
- Okres Svitavy
- Okres Ústí nad Orlicí

### Olomouc(Olomoucký kraj)
- Okres Jeseník
- Okres Olomouc
- Okres Prostějov
- Okres Přerov
- Okres Šumperk

### Moravië-Silezië(Moravskoslezský kraj)
- Okres Bruntál
- Okres Frýdek-Místek
- Okres Karviná
- Okres Nový Jičín
- Okres Opava
- Okres Ostrava-město (Ostrava-stad)

### Pilsen(Plzeňský kraj)
- Okres Domažlice
- Okres Klatovy
- Okres Plzeň-jih (Pilsen-zuid)
- Okres Plzeň-město (Pilsen-stad)
- Okres Plzeň-sever (Pilsen-noord)
- Okres Rokycany
- Okres Tachov

### Midden-Bohemen(Středočeský kraj)
- Okres Benešov
- Okres Beroun
- Okres Kladno
- Okres Kolín
- Okres Kutná Hora
- Okres Mělník
- Okres Mladá Boleslav
- Okres Nymburk
- Okres Praha-východ (Praag-oost)
- Okres Praha-západ (Praag-west)
- Okres Příbram
- Okres Rakovník

### Zuid-Bohemen(Jihočeský kraj)
- Okres České Budějovice
- Okres Český Krumlov
- Okres Jindřichův Hradec
- Okres Písek
- Okres Prachatice
- Okres Strakonice
- Okres Tábor

### Vysočina(Kraj Vysočina)
- Okres Havlíčkův Brod
- Okres Jihlava
- Okres Pelhřimov
- Okres Třebíč
- Okres Žďár nad Sázavou

### Zuid-Moravië(Jihomoravský kraj)
- Okres Blansko
- Okres Brno-město (Brno-stad)
- Okres Brno-venkov (Brno-omgeving)
- Okres Břeclav
- Okres Hodonín
- Okres Vyškov
- Okres Znojmo

### Zlín(Zlínský kraj)
- Okres Kroměříž
- Okres Uherské Hradiště
- Okres Vsetín
- Okres Zlín